# FTE-Ansatz
Der Flow-To-Equity-Ansatz gehört zu den Discounted-Cash-Flow-Verfahren der Unternehmensbewertung.

## Überblick
Der Sinn der Discounted-Cash-Flow-Verfahren besteht in einer genauen (quantitativen) Bestimmung des Steuervorteiles aus einer anteiligen Fremdfinanzierung. Jetzt hängt die Höhe des Steuervorteiles von der Finanzierungspolitik des Unternehmens ab. In vielen Fällen wird nur eine Unternehmenssteuer (also beispielsweise eine Körperschaftsteuer oder Gewerbesteuer) unterstellt, eine Besteuerung der Anteilseigner wird vernachlässigt.
Unter der häufig verwendeten Annahme, dass das Unternehmen eine so genannte marktwertorientierte Finanzierung betreibt, bietet sich die Verwendung des FTE-Ansatzes (Flow to Equity) an. Diese Finanzierungsannahme unterstellt eine konstante Verschuldungsquote (bzw. einen konstanten Verschuldungsgrad). Die Verwendung des FTE-Ansatzes setzt die marktwertorientierten Finanzierung voraus, weil bei steigendem (bzw. fallendem Verschuldungsgrad) die Eigenkapitalkosten entsprechend der Anpassungshypothese (Modigliani-Miller, Miles-Ezzell, Harris-Pringle) ebenfalls steigen (bzw. fallen). Wenn man auf die aufwändige periodengenaue Berechnung der Eigenkapitalkosten verzichtet, wird der FTE-Wert bei steigender (bzw. fallender) Verschuldungsquote überschätzt (bzw. unterschätzt).
Neben dem FTE-Ansatz kann man ebenfalls den TCF-Zugang oder den WACC-Ansatz verwenden. Alle drei Verfahren führen zum gleichen Unternehmenswert. Welche der drei Methoden man verwendet, richtet sich danach, welche Informationen der Bewerter besitzt. Beim FTE-Verfahren wird angenommen, dass der Bewerter die erwarteten Cashflows an die Aktionäre in der Zukunft und außerdem die Eigenkapitalkosten des verschuldeten Unternehmens kennt. Sowohl das WACC- wie auch das TCF-Verfahren treffen andere Annahmen hinsichtlich dieser Informationen.

## Gleichung
{\displaystyle E=\sum _{t=1}^{T}{\frac {E[FCF_{t}^{l}-Z_{t}-T_{t}]}{(1+k_{0}^{E})\cdots (1+k_{t-1}^{E})}}}
mit:
- {\displaystyle E} Marktwert des Eigenkapitals des verschuldeten Unternehmens
- {\displaystyle k_{t}^{E}} Eigenkapitalkosten des verschuldeten Unternehmens im Zeitpunkt t
- {\displaystyle E[X]} Erwartungswert der Größe X
- {\displaystyle FCF_{t}^{l}} gesamte Cashflows des verschuldeten Unternehmens im Zeitpunkt t
- {\displaystyle Z_{t}} Zinszahlungen des verschuldeten Unternehmens im Zeitpunkt t
- {\displaystyle T_{t}} erwartete Tilgungszahlungen des verschuldeten Unternehmens im Zeitpunkt t